# Metformin
Metformin ist ein Arzneistoff aus der Gruppe der Biguanide, der in der Regel bei nicht insulinabhängiger Zuckerkrankheit (Diabetes mellitus Typ 2) und insbesondere bei leichtem Übergewicht (Präadipositas) und krankhaftem Übergewicht (Adipositas) eingesetzt wird. Es ist das am längsten und am häufigsten verabreichte orale Antidiabetikum. Studien zufolge verringert es das Auftreten von kardiovaskulären Ereignissen bei Typ-2-Diabetes.

## Wirkprinzip
Metformin gehört chemisch zu den Biguaniden. Ihr Wirkprinzip ist nach wie vor nicht vollständig geklärt. Die Wirkung von Metformin beruht vermutlich auf drei Mechanismen: So hemmt es zum einen die Glucose-Neubildung (Gluconeogenese) in der Leber. Experimentelle Studien ergaben, dass Metformin die mitochondriale Glycerin-3-phosphat-Dehydrogenase hemmt. In Folge stehen im Cytosol weniger Metabolite für die Glucose-Neubildung zur Verfügung (siehe auch Glycerin-3-phosphat-Shuttle), und es fällt vermehrt Laktat an. Die seltene Nebenwirkung der Laktatazidose bei Überdosierung kann damit erklärt werden. Neben der Aufnahme von Zucker (Glucose) mit der Nahrung stellt dieser Stoffwechselweg, mit dem Glucose aus dem Umbau von Aminosäuren und anderen Stoffwechselprodukten gewonnen wird, eine wichtige Einflussgröße des Blutzuckerspiegels dar. Daneben soll Metformin die Resorption von Glucose im Darm hemmen und ferner die Insulinresistenz verringern, wodurch die Aufnahme in die Muskelzellen verbessert wird. Jedoch sind beide Effekte bislang nicht sicher nachgewiesen.
Ferner ist bekannt, dass der Komplex I der Atmungskette ebenfalls einen Angriffspunkt von Metformin darstellt. Der Mechanismus beruht darauf, dass aufgrund des durch die Mitochondrien aufgebauten elektrischen Membranpotentials es für die positivgeladenen Ionen (wie Metformin beim physiologischen pH-Wert) leicht ist, im Mitochondrium zu akkumulieren. Der IC50-Wert für Metformin in HepG2-Zellen beträgt 330 µM. Durch neueste EM-Studien wird vermutet, dass der primäre inhibitorische Wirkort des Metformins am Ubichinon-Bindungskanal des Komplex I liegt, während sich eine weitere Bindestelle an der ND5-Untereinheit befindet. Durch die inhibitorische Wirkung von Metformin am Komplex I kann auch die antidiabetische Wirkung und der durch Metformin ausgelöste moderate Gewichtsverlust erklärt werden.

## Anwendungen

### Diabetes
Metformin ist angezeigt bei Patienten, bei denen durch Diät und körperliche Bewegung keine ausreichende Einstellung des Blutzuckerspiegels erreicht werden kann.
Metformin soll entsprechend der Nationalen Versorgungsleitlinie zum Typ-2-Diabetes (Stand 2021) als Mittel der ersten Wahl eingesetzt werden – abhängig von individuellen Risikofaktoren entweder als Monotherapie oder in Kombination mit einem SGLT-2-Hemmer (SGLT2i) oder einem GLP-1-Rezeptoragonisten (GLP-1-RA). Sofern damit das individuelle Therapieziel des jeweiligen Patienten innerhalb von 3 bis 6 Monaten nicht erreicht wird, soll ein zusätzliches oder ggf. alternatives Medikament eingesetzt werden. Infrage kommen hierzu neben den bereits genannten SGLT2i und GLP-1-RA auch Sulfonylharnstoffe, Dipeptidyl-Peptidase-4-Inhibitoren (DPP4-Hemmer) sowie Insulin.
Metformin steht in Wirkstärken von 500 mg, 850 mg und 1000 mg für die orale Gabe zur Verfügung, um eine individuelle Blutzuckereinstellung vornehmen zu können. Die Tabletten werden zu oder nach den Mahlzeiten verabreicht. Nach einer Initialphase von circa 14 Tagen, in der man niedrig beziehungsweise mittelstark dosiert einsteigt, ist meist eine Dosisanpassung anhand der Blutglucosespiegel notwendig. Bei eingeschränkter Nierenfunktion ist eine Reduktion der Dosis erforderlich. Metformin hat positive und protektive Eigenschaften bei Lebererkrankungen. Es sollte aber, da die hepatische Laktatelimination eingeschränkt sein kann, bei fortgeschrittener Leberzirrhose oder Alkoholintoxikation nicht mehr eingesetzt werden.
Zur Erhöhung der Therapietreue der Patienten (Compliance) und zur Verringerung der Anzahl der einzunehmenden Tabletten kann Metformin mit einem Insulin-Sensitizer wie Pioglitazon, einem DPP4-Hemmer wie Vildagliptin oder einem SGLT-2-Hemmer wie Dapagliflozin kombiniert werden; entsprechende fixe Kombinationen gibt es im Handel.

### Polyzystisches Ovar-Syndrom (Off-Label)
Metformin wird seit Jahren außerhalb der zugelassenen Anwendungsgebiete (d. h. im Off-Label-Use) bei der Behandlung des Polyzystischen Ovarialsyndroms (PCOS) verwendet und durch internationale Leitlinien empfohlen, insbesondere bei übergewichtigen Patientinnen. Tierversuche deuten darauf hin, dass Metformin die beim PCOS oft krankhaft gesteigerte Produktion des männlichen Geschlechtshormons Testosteron blockiert. Es soll am Polyzystischen Ovarialsyndrom erkrankten Frauen eine Möglichkeit eröffnen, dennoch schwanger zu werden. In diesem Fall werden die Kosten nicht durch die gesetzlichen Krankenversicherung übernommen.

### Fettabbau
Im Umfeld der Bodybuilding-Szene wird Metformin zum Fettabbau verwendet.
Aufgrund der günstigen Wirkung auf das Körpergewicht bei Erwachsenen wurde versucht, Metformin auch bei übergewichtigen Kindern einzusetzen – jedoch ohne den gewünschten Effekt.

## Forschung
In mehreren Studien wurde untersucht, ob Metformin das Krebsrisiko bei Typ-2-Diabetikern verringern kann. Anlass hierfür war ein wachstumshemmender Effekt Metformins in Tierstudien mit Würmern: Als Signalmolekül soll es das Zellwachstum stoppen, wodurch unkontrolliertes Zellwachstum verhindert wird. Die Ergebnisse in Humanstudien sind aber widersprüchlich und wenig aussagekräftig. So ist beispielsweise nicht klar, ob die erfolgreiche Behandlung gegen Diabetes selbst nicht das Krebsrisiko senkt. Für einen protektiven Effekt bei Gesunden fehlen Studien.   
Die US-Arzneimittelbehörde FDA genehmigte im Herbst 2015 eine Studie mit 3000 Probanden. An der im Jahr 2019 begonnene Studie haben Personen zwischen 70 und 80 Jahren teilgenommen, die an Krebs, Herz-Kreislauf-Erkrankungen oder Kognitionsstörungen (z. B. Demenz) litten bzw. ein erhöhtes Risiko dafür hatten. Es sollte untersucht werden, ob die Lebenserwartung der Probanden durch Metformin verlängert werden kann und ob der Verlauf bereits bestehender Erkrankungen positiv beeinflusst wurde. Die Entscheidung der FDA erregte besondere Aufmerksamkeit, da sie zum ersten Mal eine Studie genehmigte, deren Ziel nicht unmittelbar die Verhinderung, Behandlung oder Heilung einer Erkrankung ist, sondern die Verlangsamung des Alterungsprozesses.
Laut einer 2019 veröffentlichten Studie mit Tierversuchen kann Metformin in Mäusen Hirnschäden nach einem Schlaganfall teilweise reparieren, allerdings nur in weiblichen Mäusen: Estrogen förderte diese Wirkung, Testosteron aber hemmte sie.
Eine Langzeitstudie der Chinesischen Akademie der Wissenschaften an gesunden, männlichen Javaneraffen im Alter von 13–16 Jahren (entspricht etwa 40–50 Menschenjahren) zeigte, dass Metformin altersverlangsamende Effekte haben kann. Die Versuchstiere erhielten über einen Zeitraum von 3 Jahren eine tägliche Metformin-Dosis von 20 mg/kg, während eine Kontrollgruppe Placebo bekam. Metformin verzögerte bei den Affen das Auftreten altersassoziierter Erkrankungen wie Krebs, Diabetes, Herz-Kreislauf-Erkrankungen und Demenz. Damit wurde erstmals eine potenziell geroprotektive Wirkung von Metformin bei gesunden Primaten nachgewiesen.

## Gegenanzeigen und Anwendungsbeschränkungen
Bei einer diabetischen Ketoazidose oder dem diabetischen Koma ist Metformin kontraindiziert.
Metformin darf außerdem nicht bei schwerer Niereninsuffizienz, Leberinsuffizienz, Alkoholismus oder solchen Begleitumständen eingesetzt werden, die eine Übersäuerung durch Milchsäure begünstigen können. Hierzu zählt die instabile Herzinsuffizienz oder etwa ein Fasten. Herzinfarkt, Schock oder schwere Infektionen verbieten seine Anwendung. Der Verdacht, dass Patienten mit Lungenemphysem oder COPD III erhöhtes Risiko für die metformininduzierte Laktatazidose tragen, wurde durch einen Cochrane-Report ausgeräumt.
Hinweise auf eine fruchtschädigende (teratogene) Wirkung konnten bisher (Stand 2015) in allen Studien nicht gefunden werden. Auch in Tierversuchen konnte keine schädliche Wirkung auf die vorgeburtliche Entwicklung festgestellt werden. Bei Patientinnen, die schwanger sind oder werden möchten, wird dennoch empfohlen, den Diabetes vorsichtshalber nicht mit Metformin zu behandeln, sondern eine Normalisierung des Blutzuckerspiegels mit Insulin herbeizuführen. Metformin ist plazentagängig und geht in die Muttermilch über. Es sollte während der Schwangerschaft und bei stillenden Müttern nur in begründeten Fällen in Form eines sogenannten Therapieversuches eingesetzt werden, z. B. wenn die notwendigen Insulindosierungen sehr hoch sind.
Vor Operationen, Anästhesien, Untersuchungen mit intravaskulärer Verabreichung (über das Blut) von Kontrastmitteln oder intensivmedizinischer Betreuung soll Metformin 24 bis 48 Stunden vor dem Ereignis aufgrund des Risikos einer Übersäuerung (Azidose) des Blutes (Laktatazidose) abgesetzt werden.
Kortison bzw. Glukokortikoide, Asthma-Medikamente und Entwässerungsmittel können Wechselwirkungen verursachen. Dadurch wird die blutzuckersenkende Wirkung verringert. Bei der Einnahme von Herz-Kreislauf-Medikamenten, die der ACE-Hemmer-Gruppe zugehörig sind, kann es zu einer unerwünschten, verstärkten Senkung des Blutzuckerspiegels kommen.
Während der Stillzeit darf Metformin nicht eingenommen werden.
Das Risiko einer Laktatazidose wird durch die gleichzeitige Einnahme von Metformin und einer größeren Menge Alkohol erhöht. Bei alkoholabhängigen Patienten ist Metformin daher kontraindiziert. Bei Metformin ist das Risiko für eine Laktatazidose allerdings wesentlich geringer als bei Phenformin, welches aufgrund dieses Risikos in Deutschland nicht mehr im Handel ist. Daher gilt für Patienten, die Metformin einnehmen, eine gelegentliche moderate Alkoholaufnahme mit einer kohlenhydrathaltigen Mahlzeit verbunden als unbedenklich. Dies bedeutet, dass Frauen ein Glas Wein, Sekt (etwa 100 ml) oder Bier (etwa 250 ml) und Männer entsprechend das Doppelte (Frauen bis 10 g Alkohol/Tag, Männer bis 20 g Alkohol/Tag) zu einer Mahlzeit konsumieren können. Kohlenhydratreiche alkoholische Getränke sollten dabei vermieden werden.

## Nebenwirkungen
Als Nebenwirkung treten häufig und meist nur zu Behandlungsbeginn gastrointestinale Beschwerden auf wie Durchfall, Übelkeit und Erbrechen, die durch langsame, einschleichende Dosierung über 2–3 Wochen oft umgangen werden können.
Die Arzneimittelkommission der deutschen Ärzteschaft (AkdÄ) berichtet im März 2013 über die „Zunahme von Spontanberichten über Metformin-assoziierte Laktatazidosen“ („Aus der UAW-Datenbank“).
Bei Infektionen mit massivem Erbrechen und anhaltendem, schwerem Durchfall ist Metformin aufgrund der Gefahr einer Übersäuerung des Organismus abzusetzen.
Vor allem bei niereninsuffizienten Patienten und im Zusammenhang mit Narkosen können lebensbedrohliche Laktatazidosen auftreten. Metformin sollte daher 48 Stunden vor und nach operativen Eingriffen abgesetzt werden.
Eine Unterzuckerung (Hypoglykämie) tritt unter der alleinigen Therapie mit Metformin nicht auf, kann jedoch nach Alkoholexzess vorkommen, da Alkohol selbst den Blutzuckerspiegel senkt.
Ein Vitamin-B12-Mangel tritt häufig als Nebenwirkung von Metformin auf, insbesondere bei langfristiger Einnahme, hoher Dosierung oder weiteren Risikofaktoren (u. a. höheres Alter, vegetarische/vegane Ernährung, Einnahme von Protonenpumpenhemmern oder chronisch-entzündliche Darmerkrankungen wie Morbus Crohn). Mögliche Symptome eines Vitamin-B12-Mangels sind Anämie oder Polyneuropathie, die sich im Fall der Anämie u. a. durch starke Erschöpfung und blasse oder gelbliche Haut sowie im Fall der Polyneuropathie u. a. durch Missempfindungen wie Kribbeln oder Taubheitsgefühl an Händen und Füßen äußern können. Diese Symptome eines Vitamin-B12-Mangels können fälschlich als Diabetes- oder altersbedingt gedeutet werden. Daher empfiehlt die AkdÄ, bei Verdacht auf einen Mangel den Vitamin-B12-Spiegel im Blut zu untersuchen. Bei Risikofaktoren für einen Mangel könnte eine regelmäßige Überwachung der Patienten erforderlich sein. Ein Vitamin-B12-Mangel kann u. a. durch Supplementierung behandelt werden, wobei die Behandlung mit Metformin gleichzeitig fortgesetzt werden kann.
Anhand von Daten aus landesweiten dänischen Registern, die mehr als 1,1 Millionen Neugeborene einschließen, stellten Forschende einen Zusammenhang zwischen der väterlichen Einnahme von Metformin vor der Zeugung und einer erhöhten Wahrscheinlichkeit von Fehlbildungen bei Kindern fest. Es ist noch nicht absehbar, welchen Einfluss die Daten auf die weitere Behandlung von Männern mit Diabetes und Kinderwunsch haben.

## Analytik
Zur zuverlässigen qualitativen und quantitativen Bestimmung von Metformin kommt nach angemessener Probenvorbereitung die Kopplung der HPLC mit der Massenspektrometrie zum Einsatz. Das gilt für die Analytik von Serum oder Plasmaproben. Diese Methodik eignet sich ebenfalls zur sicheren Bestimmung von Metformin in Abwasserproben. Bei rechtsmedizinischen Fragestellungen im Falle einer Laktazidose wurde diese analytische Vorgehensweise ebenfalls erfolgreich eingesetzt.

## Umweltaspekte
Metformin und sein Haupttransformationsprodukt Guanylharnstoff wurden regelmäßig in Klärwerkabflüssen und Oberflächengewässern nachgewiesen. Dabei wurde Guanylharnstoff in Konzentrationen über 200 Mikrogramm pro Liter im Fluss Erpe bei Berlin gemessen. Diese Werte liegen im Bereich der höchsten Nachweiskonzentrationen von Arzneimittel-Transformationsprodukten in der aquatischen Umwelt. Beide Stoffe sind persistent. Bei ökotoxikologischen Tests konnte ein negativer Einfluss von Metformin auf Lemna minor, Daphnia similis und Danio rerio nachgewiesen werden. Ebenso zeigte Metformin signifikante endokrine Effekte bei männlichen Danio rerio in Richtung Feminisierung bei Konzentrationen, die bereits in deutschen Flüssen gefunden wurden. Auch hinsichtlich des Gesundheitlichen Orientierungswertes (GOW im Trinkwasser = 1,0 μg/L) wurde dieser in den Oberflächenwässern bereits oft überschritten. Der Rhein bei Basel trägt über ein ganzes Jahr betrachtet rund 13 Tonnen des Antidiabetikums in Richtung Nordsee.

## Handelsnamen
Monopräparate

Biocos (D), Diabesin (D), Diabetase (D), Diabetex (A), Espa formin (D), Glucobon Biomo (D), Glucophage (D, A, CH), Juformin (D), Mediabet (D), Meglucon (A), Mescorit (D), Met (D), Metfin (CH), Metfogamma (D), Metformin-CT (D), Siofor (D) und andere
Kombinationspräparate

Avandamet (D, A, CH), Competact (D, A, CH), Efficib (A), Eucreas (D, A), Janumet (D, A, CH), Komboglyze (D), Pioglitazone/Metforminhydrochloride (A), Synjardy (EU), Velmetia (D, A), Vildagliptin/Metformin hydrochlorid (A), Xigduo (D), Zomarist (A)

## Geschichte
Die heilende Wirkung der Geißraute (Galega officinalis), die das Alkaloid Galegin  (Isoamylenguanidin, ein Abkömmling der starken Base Guanidin) enthält, war schon länger bekannt. Seit dem Mittelalter wurde Geißraute unter anderem bei Diabetes bzw. dessen Symptomen verwendet (J. Hill, 1777). Die  blutzuckersenkende Wirkung von Guanidin wurde 1918 durch C. K. Watanabe gezeigt. Jedoch ist Guanidin zu toxisch, um als Heilmittel verwendet zu werden. 1879 synthetisierte Bernhard Rathke das Biguanid, die Leitstruktur der Biguanide, 1922 erfolgte in Dublin die Synthese von Metformin durch E. A. Werner und J. Bell. Die blutzuckersenkende Wirkung von Metformin und anderen Biguaniden wurde 1929 gezeigt (G. Hesse und G. Taubmann, Karl Slotta und R. Tschesche). Die Verwendung der anderen Biguanide bei Diabetes wurde aber in den 1920er und 1930er Jahren wegen ihrer Toxizität und wegen des Aufkommens von Insulin aufgegeben. Erst 1957 wurde durch den französischen Arzt Jean Sterne (1909–1997), damals an den Aron Laboratories in Suresnes westlich Paris, die blutzuckersenkende Wirkung von Metformin (damals Glucophage genannt, für Glucose-Esser) neu entdeckt. Damals untersuchte er mit der Pharmakologin Denise Duval mehrere Guanidin-basierte Substanzen an Tieren und fand Metformin besonders vielversprechend, was er in klinischen Studien testete. Zunächst wurden aber in der Therapie andere Biguanide bevorzugt, insbesondere Phenformin (besonders in den USA, vermarktet von Ciba-Geigy) und Buformin (besonders in Deutschland). Sie waren potenter als Metformin, wurden aber schließlich wegen höheren Risikos der Laktatazidose in den 1970er Jahren aufgegeben. Metformin, das zunächst nur eine untergeordnete Rolle spielte, wurde 1958 in Großbritannien und Frankreich und 1972 in Kanada zugelassen (Ende der 1960er Jahre war es in über 40 Ländern zugelassen, mit Ausnahme von Nordamerika und Osteuropa) und erhielt 1994 eine FDA-Zulassung in den USA, so dass es 1995 in den USA auf den Markt kam (durch Bristol Myers Squibb). Trotz deutlichen Unterschieden litt die Verbreitung am Misstrauen gegen die anderen Biguanide. 1998 wurde eine positive kardiovaskuläre Langzeitwirkung von Metformin in der UK Prospective Diabetes Study (UKPDS) festgestellt.

## Wirtschaftliches
Metformin ist eines der am häufigsten verschriebenen und kostengünstigsten Medikamente zur Behandlung von Typ-2-Diabetes. In Deutschland nehmen rund 2,9 Millionen Menschen dieses Präparat ein. Die Herstellungskosten sind niedrig, und der gesetzlich gedeckelte Preis für eine Dreimonatspackung beträgt durchschnittlich etwa 5 Euro. Durch eine neue EU-Abwasserrichtlinie sind Pharmahersteller verpflichtet, sich an den Kosten für zusätzliche Reinigungsstufen in Kläranlagen zur Entfernung von Medikamentenrückständen zu beteiligen. Für Metformin könnten diese Zusatzkosten laut Schätzungen bis zu 445 Prozent der aktuellen Herstellungskosten betragen. Da die Preise für Generika gesetzlich festgelegt sind, können diese Mehrkosten nicht an Patienten oder Krankenkassen weitergegeben werden. Mehrere große Generikahersteller wie Zentiva und Sandoz haben angekündigt, dass sie die Produktion von Metformin in Deutschland einstellen könnten. Ein möglicher Marktrückzug würde dazu führen, dass Millionen Patienten auf teurere Alternativen umsteigen müssten. Die Krankenkassen würden dadurch laut Berechnungen mit bis zu 1,5 Milliarden Euro Mehrkosten pro Jahr belastet, verglichen mit den derzeitigen Ausgaben für Metformin von etwa 350 Millionen Euro jährlich.